# 미도리 (웹 브라우저)
미도리(Midori)는 발라와 C, GTK+를 사용하여 만들어진 웹 브라우저이다. 제작자는 크리스천 디완이며 적용된 라이선스는 GNU 약소 일반 공중 사용 허가서 2.1판이다(그 이후 판을 따를 수도 있다). 2019년, 미도리 프로젝트는 Astian Foundation에 합병되면서 이후 완전히 탈바꿈되어 WebKitGTK에서 일렉트론 프레임워크로 전환되었다.
2023년 이후 Gecko가 렌더링 소프트웨어로 사용되고 있다. 이것은 새롭게 Firefox 베이스의 브라우저인 Floorp를 베이스로서 채용했기 때문이다.

## 특성

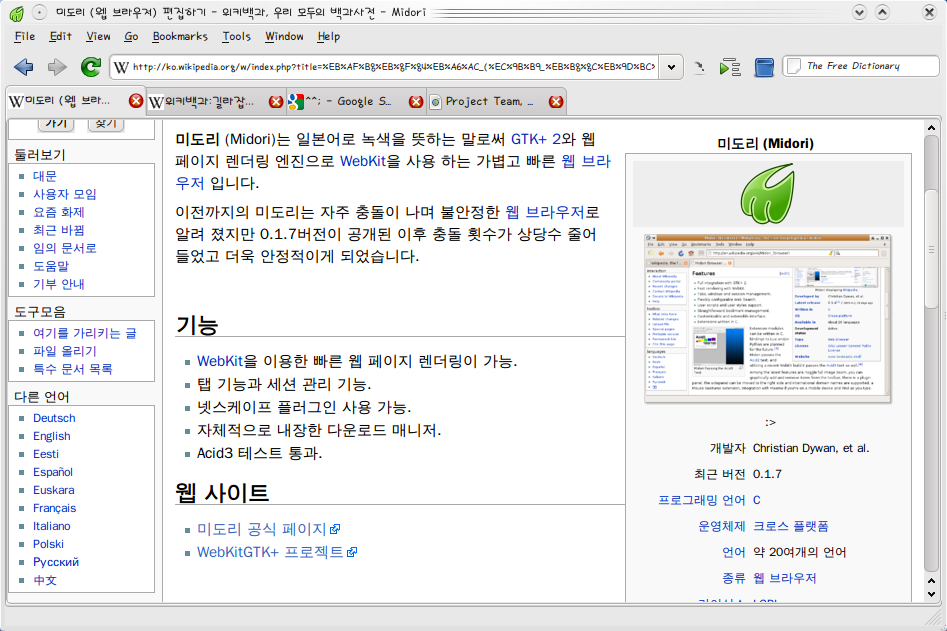
미도리로 렌더링한 위키백과

미도리는 웹키트 레이아웃 엔진을 사용하고 있다.

## 같이 보기
- 웹 (웹 브라우저)